# Prestine
Prestine – miejscowość i gmina we Włoszech, w regionie Lombardia, w prowincji Brescia.
Według danych na rok 2004 gminę zamieszkiwało 395 osób, 24,7 os./km².
23 kwietnia 2016 gmina przestała istnieć.

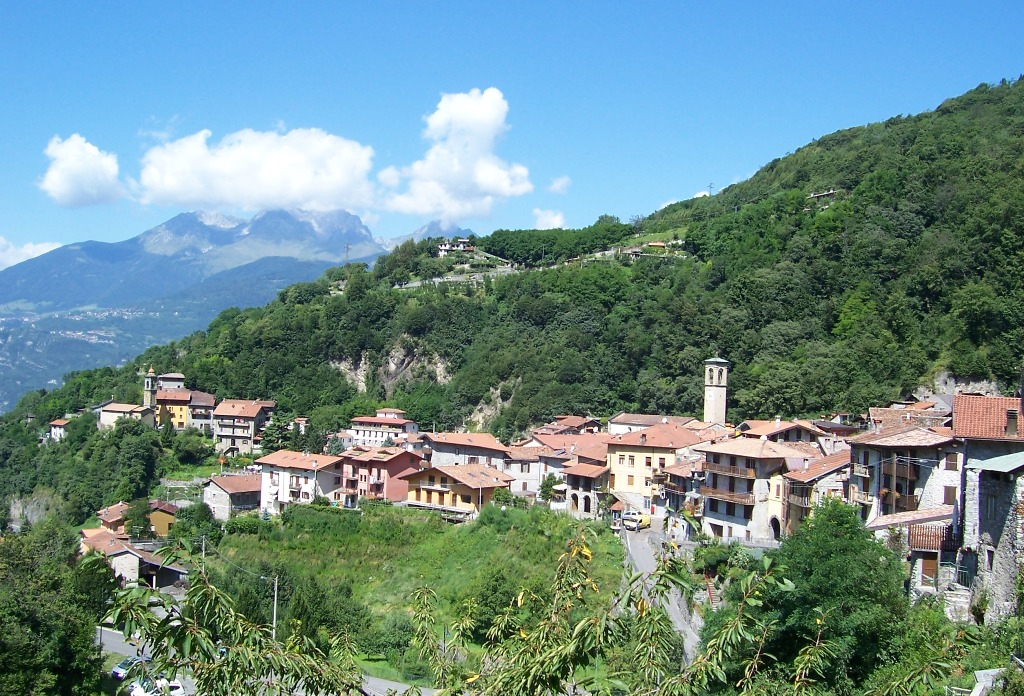
Panorama dawnej gminy Prestine